# Юингтон (тауншип, Миннесота)
Юингтон (англ. Ewington) — тауншип в округе Джексон, Миннесота, США. На 2000 год его население составило 233 человека.

## География
По данным Бюро переписи населения США площадь тауншипа составляет 92,6 км², из которых 92,6 км² занимает суша, водоёмов нет.

## Демография
По данным переписи населения 2000 года здесь находились 233 человека, 97 домохозяйств и 77 семей.  Плотность населения —  2,5 чел./км².  На территории тауншипа расположено 105 построек со средней плотностью 1,1 построек на один квадратный километр. Расовый состав населения: 99,57 % белых и 0,43 % азиатов.
Из 97 домохозяйств в 27,8 % воспитывались дети до 18 лет, в 72,2 % проживали супружеские пары и в 20,6 % домохозяйств проживали несемейные люди. 18,6 % домохозяйств состояли из одного человека, при том 5,2 % из — одиноких пожилых людей старше 65 лет. Средний размер домохозяйства — 2,40, а семьи — 2,68 человека.
20,6 % населения — младше 18 лет, 4,3 % — в возрасте от 18 до 24 лет, 30,0 % — от 25 до 44, 30,9 % — от 45 до 64, и 14,2 % — старше 65 лет. Средний возраст — 42 года. На каждые 100 женщин приходилось 99,1 мужчин.  На каждые 100 женщин старше 18 приходилось 110,2 мужчин.
Средний годовой доход домохозяйства составлял 41 458 долларов, а средний годовой доход семьи —  48 750 долларов. Средний доход мужчин —  29 375  долларов, в то время как у женщин — 26 250. Доход на душу населения составил 19 371 доллар. За чертой бедности находились 2,6 % семей и 3,9 % всего населения тауншипа, из которых 15,2 % старше 65 лет.